# Vietnamesische Fußballnationalmannschaft der Frauen
Die vietnamesische Fußballnationalmannschaft der Frauen repräsentiert Vietnam, im internationalen Frauenfußball. Die Nationalmannschaft ist dem vietnamesischen Fußballverband unterstellt und wird von Chem Yun Fa trainiert. Die Mannschaft nahm bisher neunmal an der Asienmeisterschaft teil, kam aber nur zweimal über die Vorrunde hinaus. Bei der Heimmeisterschaft 2014 konnte die Mannschaft den Heimvorteil nicht nutzen und verlor das Spiel um Platz 5, welcher zur direkten Qualifikation für die WM 2015 führte, gegen Thailand. 2022 konnte sich die Mannschaft bei der Asienmeisterschaft in den Playoffs gegen Chinese Taipeh und Thailand durchsetzen und sich für die WM 2023 qualifizieren.

## Turnierbilanz

### Frauenfußball-Weltmeisterschaft
| - 1991: nicht teilgenommen - 1995: nicht teilgenommen - 1999: nicht teilgenommen - 2003: nicht qualifiziert - 2007: nicht qualifiziert | - 2011: nicht qualifiziert - 2015: nicht qualifiziert - 2019: nicht qualifiziert - 2023: Vorrunde |

### Asienmeisterschaft
- 1975 bis 1997: Nicht teilgenommen
- 1999: Gruppenphase
- 2001: Gruppenphase
- 2003: Gruppenphase
- 2006: Gruppenphase
- 2008: Gruppenphase
- 2010: Gruppenphase
- 2014: Sechster Platz
- 2018: Gruppenphase
- 2022: Viertelfinale
- 2026: Qualifiziert

### Asienspiele
| - 1990: nicht teilgenommen - 1994: nicht teilgenommen - 1998: Vorrunde - 2002: 6. Platz (von 6 Teilnehmern) - 2006: Vorrunde - 2010: Vorrunde - 2014: 4. Platz - 2018: Viertelfinale - 2023: Vorrunde |

### Südostasienmeisterschaft
- 2004 (inoff.): Dritter (B-Mannschaft: Zweiter)
- 2006: Sieger
- 2007: Dritter
- 2008: Zweiter
- 2009: Dritter
- 2011: Dritter
- 2012: Sieger
- 2013: Dritter
- 2014: Zweiter
- 2015: Vierter
- 2016: Zweiter
- 2018: Dritter
- 2019: Sieger
- 2022: Dritter

### Olympische Spiele
| - 1996: nicht qualifiziert - 2000: nicht qualifiziert - 2004: nicht qualifiziert - 2008: nicht qualifiziert | - 2012: nicht qualifiziert - 2016: nicht qualifiziert - 2020: nicht qualifiziert - 2024: nicht qualifiziert |

### Südostasienspiele
Die vietnamesische Mannschaft ist Rekordsieger
- 1985 und 1995: nicht teilgenommen
- 1997: Bronzemedaille
- 2001: Goldmedaille
- 2003: Goldmedaille
- 2005: Goldmedaille
- 2007: Silbermedaille
- 2009: Goldmedaille
- 2013: Silbermedaille
- 2017: Goldmedaille
- 2019: Goldmedaille
- 2021: Goldmedaille (wegen der COVID-19-Pandemie erst 2022 ausgetragen)
- 2023: Goldmedaille

## Kader
Siehe Fußball-Weltmeisterschaft der Frauen 2023/Vietnam